# Roskilde Miniby
Roskilde Miniby er en miniby i Roskilde, der ligger på Sankt Ibs vej umiddelbart nord for Byparken. Modellen viser byen som den så ud i 1400, hvor kirker og klostre prægede byen. Modellen er udført i størrelsesforholdet 1:200 og måler 6x8 meter. Der er opsat mere end 900 bygninger og træer.
Jakob Thielsen, Erik J. Nielsen og Lotte Fang drøftede i 1995-96, muligheden for at etablere en miniby, i forbindelse med Roskildes bys 1000 års jubilæum i 1998. Projektet blev etableret som et aftenskole kursus under FOF, hvor Jakob Thielsen var daglig leder. Minibyen blev afleveret til Roskilde Kommune 15. maj 1999. Det tog noget tid at finde en plads til den, før man fandt frem en plads ved havnen, hvor den blev indviet 14. maj 2005.